# Maleville
Maleville település Franciaországban, Aveyron megyében. Lakosainak száma 953 fő (2022. január 1.). Maleville Brandonnet, Compolibat, Drulhe, Lanuéjouls, Saint-Igest, Saint-Rémy, Villefranche-de-Rouergue, Villeneuve és Le Bas-Ségala községekkel határos.

## Népesség
A település népessége az elmúlt években az alábbi módon változott:
| Lakosok száma | 1010 | 919  | 921  | 928  | 964  | 979  | 953  | 938  | 936  | 953  |
|               | 1968 | 1982 | 1990 | 2006 | 2013 | 2015 | 2017 | 2019 | 2020 | 2022 |